# 광양읍수와 이팝나무
광양읍수와 이팝나무(光陽邑藪와 이팝나무)은 대한민국 전라남도 광양시 광양읍 인동리, 유당공원에 있는 이팝나무이다.
1971년 9월 13일 대한민국의 천연기념물 제235호로 지정되었다.

## 개요
이팝나무란 이름은 꽃이 필 때 나무 전체가 하얀꽃으로 뒤덮여 이밥, 즉 쌀밥과 같다고 하여 붙여진 것이라고도 하고, 여름이 시작될 때인 입하에 꽃이 피기 때문에 ‘입하목(立夏木)’이라 부르다가 이팝나무로 부르게 되었다고도 한다. 곳에 따라서는 이팝나무의 꽃이 활짝 피면 풍년이 든다는 얘기도 있다.
광양 유당공원의 이팝나무는 나이가 알려지지 않았고 높이는 18m, 가슴높이의 둘레는 3.42m이다. 나무의 줄기가 중간에서 크게 둘로 갈라져 전체적으로 아름다운 모양을 하고 있다. 다른 이팝나무에 비해 균형잡힌 모습을 가지고 있다.
유당공원은 조선 중종23년(1528)에 광양읍성(光陽邑城)을 쌓고, 멀리 바다에서 보이지 않도록 하기 위해 나무를 심었던 곳이다. 성(城)은 없어졌으나 팽나무, 느티나무, 이팝나무 등 당시에 자라던 나무들이 남아 있다. 그 중의 하나가 이 이팝나무이다. 처음에 나무를 심을 때는 성이 보이지 않게 하기 위한 군사보안림이었으나, 태풍으로 풍수해가 큰 지역이므로 바람의 피해를 막는 방풍림의 역할도 하게 되었다. 그 역할이 커서 지금까지 잘 보호해 왔으리라고 생각된다.
광양 유당공원의 이팝나무는 우리 조상들의 군사적 문화 및 바닷바람을 막는 지혜를 볼 수 있는 문화적 자료가 되고, 이팝나무로서는 매우 크고 오래된 나무로서 생물학적 보존가치도 크므로 천연기념물로 지정하여 보호하고 있다.

## 같이 보기
- 이팝나무
- 광양읍성

## 참고 자료
- 광양읍수와 이팝나무 - 국가유산청 국가유산포털